# Список самітів Європейської ради
Саміт Європейської ради (неформально може називатись самітом ЄС) — це зустріч на вищому рівні, одна з платформ співпраці глав держав та голів урядів країн-членів Європейського Союзу. Саміти проводяться щорічно по декілька разів на рік. З 2010 року постійно проводяться у Брюсселі. За типом бувають неофіційними, офіційними, звичайними та надзвичайними. Перші саміти відбулися у період з 1961 по 1974, хоча вони не були офіційними. Офіційними вважаються ті, які почали проводитися після започаткування Європейської ради. Першим засіданням Європейської ради вважається і перший саміт ЄС.

## Саміти

### 1970-ті
| №  | Рік  | Дата            | Тип | Головування країни | Голова Європейської ради | Президент Європейської комісії | Місто      | Посилання                                           |
| -- | ---- | --------------- | --- | ------------------ | ------------------------ | ------------------------------ | ---------- | --------------------------------------------------- |
| 1  | 1975 | 10—11 березня   | ―   | Ірландія           | Ліам Косгрейв            | Франсуа-Ксав'є Ортолі          | Дублін     | [Архівовано 21 січня 2005 у Wayback Machine.]       |
| 2  | 1975 | 16—17 липня     | ―   | Італія             | Альдо Моро               | Франсуа-Ксав'є Ортолі          | Брюссель   | [Архівовано 20 січня 2005 у Wayback Machine.]       |
| 3  | 1975 | 1—2 грудня      | ―   | Італія             | Альдо Моро               | Франсуа-Ксав'є Ортолі          | Рим        | [Архівовано 20 січня 2005 у Wayback Machine.]       |
| 4  | 1976 | 1—2 квітня      | ―   | Люксембург         | Гастон Торн              | Франсуа-Ксав'є Ортолі          | Люксембург | [Архівовано 20 січня 2005 у Wayback Machine.]       |
| 5  | 1976 | 12—13 липня     | ―   | Нідерланди         | Йооп ден Ойл             | Франсуа-Ксав'є Ортолі          | Брюссель   | [Архівовано 20 січня 2005 у Wayback Machine.]       |
| 6  | 1976 | 29—30 листопада | ―   | Нідерланди         | Йооп ден Ойл             | Франсуа-Ксав'є Ортолі          | Гаага      | [Архівовано 20 січня 2005 у Wayback Machine.]       |
| 7  | 1977 | 25—27 березня   | ―   | Велика Британія    | Джеймс Каллаган          | Рой Дженкінс                   | Рим        | [Архівовано 16 травня 2016 у Portugese Web Archive] |
| 8  | 1977 | 29—30 червня    | ―   | Велика Британія    | Джеймс Каллаган          | Рой Дженкінс                   | Лондон     | [Архівовано 20 січня 2005 у Wayback Machine.]       |
| 9  | 1977 | 5—6 грудня      | ―   | Бельгія            | Лео Тіндеманс            | Рой Дженкінс                   | Брюссель   | [Архівовано 20 січня 2005 у Wayback Machine.]       |
| 10 | 1978 | 7—8 квітня      | ―   | Данія              | Анкер Йоргенсен          | Рой Дженкінс                   | Копенгаген | [Архівовано 20 січня 2005 у Wayback Machine.]       |
| 11 | 1978 | 6—7 липня       | ―   | ФРН                | Гельмут Шмідт            | Рой Дженкінс                   | Бремен     | [Архівовано 13 квітня 2005 у Wayback Machine.]      |
| 12 | 1978 | 4—5 грудня      | ―   | ФРН                | Гельмут Шмідт            | Рой Дженкінс                   | Брюссель   | [Архівовано 20 січня 2005 у Wayback Machine.]       |
| 13 | 1979 | 12—13 березня   | ―   | Франція            | Валері Жискар д'Естен    | Рой Дженкінс                   | Париж      | [Архівовано 20 січня 2005 у Wayback Machine.]       |
| 14 | 1979 | 21—22 червня    | ―   | Франція            | Валері Жискар д'Естен    | Рой Дженкінс                   | Страсбург  | [Архівовано 20 січня 2005 у Wayback Machine.]       |
| 15 | 1979 | 29—30 листопада | ―   | Ірландія           | Джон Лінч                | Рой Дженкінс                   | Дублін     | [Архівовано 20 січня 2005 у Wayback Machine.]       |

### 1980-ті
| №  | Рік  | Дата            | Тип | Головування країни | Голова Європейської ради | Президент Європейської комісії | Місто      | Посилання                                      |
| -- | ---- | --------------- | --- | ------------------ | ------------------------ | ------------------------------ | ---------- | ---------------------------------------------- |
| 1  | 1980 | 17—18 квітня    | ―   | Італія             | Франческо Коссіґа        | Рой Дженкінс                   | Люксембург | [Архівовано 21 травня 2004 у Wayback Machine.] |
| 2  | 1980 | 12—13 червня    | ―   | Італія             | Франческо Коссіґа        | Рой Дженкінс                   | Венеція    | [Архівовано 26 грудня 2004 у Wayback Machine.] |
| 3  | 1980 | 1—2 грудня      | ―   | Люксембург         | П'єр Вернер              | Рой Дженкінс                   | Люксембург | [Архівовано 26 грудня 2004 у Wayback Machine.] |
| 4  | 1981 | 23—24 березня   | ―   | Нідерланди         | Дріс ван Агт             | Гастон Торн                    | Маастрихт  | [Архівовано 20 січня 2005 у Wayback Machine.]  |
| 5  | 1981 | 29—30 червня    | ―   | Нідерланди         | Дріс ван Агт             | Гастон Торн                    | Люксембург | [Архівовано 20 січня 2005 у Wayback Machine.]  |
| 6  | 1981 | 26—27 листопада | ―   | Велика Британія    | Маргарет Тетчер          | Гастон Торн                    | Лондон     | [Архівовано 20 січня 2005 у Wayback Machine.]  |
| 7  | 1982 | 29—30 березня   | ―   | Бельгія            | Вілфрід Мартенс          | Гастон Торн                    | Брюссель   | [Архівовано 20 січня 2005 у Wayback Machine.]  |
| 8  | 1982 | 28—29 червня    | ―   | Бельгія            | Вілфрід Мартенс          | Гастон Торн                    | Брюссель   | [Архівовано 20 січня 2005 у Wayback Machine.]  |
| 9  | 1982 | 3—4 грудня      | ―   | Данія              | Поуль Шльотер            | Гастон Торн                    | Копенгаген | [Архівовано 11 липня 2004 у Wayback Machine.]  |
| 10 | 1983 | 21—22 березня   | ―   | ФРН                | Гельмут Коль             | Гастон Торн                    | Брюссель   | [Архівовано 20 січня 2005 у Wayback Machine.]  |
| 11 | 1983 | 17—19 червня    | ―   | ФРН                | Гельмут Коль             | Гастон Торн                    | Штутгарт   | [Архівовано 20 січня 2005 у Wayback Machine.]  |
| 12 | 1983 | 4—6 грудня      | ―   | Греція             | Андреас Папандреу        | Гастон Торн                    | Афіни      | [Архівовано 20 січня 2005 у Wayback Machine.]  |
| 13 | 1984 | 19—20 березня   | ―   | Франція            | Франсуа Міттеран         | Гастон Торн                    | Брюссель   | [Архівовано 20 січня 2005 у Wayback Machine.]  |
| 14 | 1984 | 25—26 червня    | ―   | Франція            | Франсуа Міттеран         | Гастон Торн                    | Фонтенбло  | [Архівовано 20 січня 2005 у Wayback Machine.]  |
| 15 | 1984 | 3—4 грудня      | ―   | Ірландія           | Гаррет Фіцджеральд       | Гастон Торн                    | Дублін     | [Архівовано 20 січня 2005 у Wayback Machine.]  |
| 16 | 1985 | 29—30 березня   | ―   | Італія             | Беттіно Краксі           | Жак Делор                      | Брюссель   | [Архівовано 20 січня 2005 у Wayback Machine.]  |
| 17 | 1985 | 28—29 червня    | ―   | Італія             | Беттіно Краксі           | Жак Делор                      | Мілан      | [Архівовано 20 січня 2005 у Wayback Machine.]  |
| 18 | 1985 | 2—3 грудня      | ―   | Люксембург         | Жак Сантер               | Жак Делор                      | Люксембург | [Архівовано 20 січня 2005 у Wayback Machine.]  |
| 19 | 1986 | 26—27 червня    | ―   | Нідерланди         | Рууд Любберс             | Жак Делор                      | Гаага      | [Архівовано 23 травня 2005 у Wayback Machine.] |
| 20 | 1986 | 5—6 грудня      | ―   | Велика Британія    | Маргарет Тетчер          | Жак Делор                      | Лондон     | [Архівовано 20 січня 2005 у Wayback Machine.]  |
| 21 | 1987 | 29—30 червня    | ―   | Бельгія            | Вілфрід Мартенс          | Жак Делор                      | Брюссель   | [Архівовано 20 січня 2005 у Wayback Machine.]  |
| 22 | 1987 | 4—5 грудня      | ―   | Данія              | Пауль Шлутер             | Жак Делор                      | Копенгаген | [Архівовано 20 січня 2005 у Wayback Machine.]  |
| 23 | 1988 | 11—13 лютого    | ―   | ФРН                | Гельмут Коль             | Жак Делор                      | Брюссель   | [Архівовано 21 травня 2004 у Wayback Machine.] |
| 24 | 1988 | 27—28 червня    | ―   | ФРН                | Гельмут Коль             | Жак Делор                      | Ганновер   | [Архівовано 20 січня 2005 у Wayback Machine.]  |
| 25 | 1988 | 2—3 грудня      | ―   | Греція             | Андреас Папандреу        | Жак Делор                      | Родос      | [Архівовано 21 січня 2005 у Wayback Machine.]  |
| 26 | 1989 | 26—27 червня    | ―   | Іспанія            | Феліпе Гонсалес          | Жак Делор                      | Мадрид     | [Архівовано 17 травня 2011 у Wayback Machine.] |
| 27 | 1989 | 18 листопада    |     | Франція            | Франсуа Міттеран         | Жак Делор                      | Париж      | [Архівовано 17 травня 2011 у Wayback Machine.] |
| 28 | 1989 | 8—9 грудня      | ―   | Франція            | Франсуа Міттеран         | Жак Делор                      | Страсбург  | [Архівовано 24 серпня 2012 у Wayback Machine.] |

### 1990-ті
| №  | Рік  | Дата            | Тип | Головування країни | Голова Європейської ради | Президент Європейської комісії | Місто        | Посилання                                      |
| -- | ---- | --------------- | --- | ------------------ | ------------------------ | ------------------------------ | ------------ | ---------------------------------------------- |
| 1  | 1990 | 28 квітня       |     | Ірландія           | Чарльз Джеймс Хогі       | Жак Делор                      | Дублін       | [Архівовано 17 травня 2011 у Wayback Machine.] |
| 2  | 1990 | 25—26 червня    | ―   | Ірландія           | Чарльз Джеймс Хогі       | Жак Делор                      | Дублін       | [Архівовано 17 травня 2011 у Wayback Machine.] |
| 3  | 1990 | 27—28 жовтня    | ―   | Італія             | Джуліо Андреотті         | Жак Делор                      | Рим          | [Архівовано 17 травня 2011 у Wayback Machine.] |
| 4  | 1990 | 14—15 грудня    | ―   | Італія             | Джуліо Андреотті         | Жак Делор                      | Рим          | [Архівовано 17 травня 2011 у Wayback Machine.] |
| 5  | 1991 | 8 квітня        |     | Люксембург         | Жак Сантер               | Жак Делор                      | Люксембург   | [Архівовано 17 травня 2011 у Wayback Machine.] |
| 6  | 1991 | 28—29 червня    | ―   | Люксембург         | Жак Сантер               | Жак Делор                      | Люксембург   | [Архівовано 17 травня 2011 у Wayback Machine.] |
| 7  | 1991 | 9—10 грудня     | ―   | Нідерланди         | Рууд Любберс             | Жак Делор                      | Маастрихт    | [Архівовано 17 травня 2011 у Wayback Machine.] |
| 8  | 1992 | 27 червня       | ―   | Португалія         | Анібал Каваку Сілва      | Жак Делор                      | Лісабон      | [Архівовано 17 травня 2011 у Wayback Machine.] |
| 9  | 1992 | 16 жовтня       | ―   | Велика Британія    | Джон Мейджор             | Жак Делор                      | Бірмінгем    | [Архівовано 17 травня 2011 у Wayback Machine.] |
| 10 | 1992 | 11—12 грудня    | ―   | Велика Британія    | Джон Мейджор             | Жак Делор                      | Единбург     | [Архівовано 17 травня 2011 у Wayback Machine.] |
| 11 | 1993 | 21—22 червня    | ―   | Данія              | Поуль Нюруп Расмуссен    | Жак Делор                      | Копенгаген   | [Архівовано 17 травня 2011 у Wayback Machine.] |
| 12 | 1993 | 29 жовтня       | ―   | Бельгія            | Жан-Люк Дегане           | Жак Делор                      | Брюссель     | [Архівовано 17 травня 2011 у Wayback Machine.] |
| 13 | 1993 | 10—11 грудня    | ―   | Бельгія            | Жан-Люк Дегане           | Жак Делор                      | Брюссель     | [Архівовано 17 травня 2011 у Wayback Machine.] |
| 14 | 1994 | 24—25 червня    | ―   | Греція             | Андреас Папандреу        | Жак Делор                      | Керкіра      | [Архівовано 17 травня 2011 у Wayback Machine.] |
| 15 | 1994 | 15 липня        | ―   | Німеччина          | Гельмут Коль             | Жак Делор                      | Брюссель     |                                                |
| 16 | 1994 | 9—10 грудня     | ―   | Німеччина          | Гельмут Коль             | Жак Делор                      | Ессен        | [Архівовано 17 травня 2011 у Wayback Machine.] |
| 17 | 1995 | 26—27 червня    | ―   | Франція            | Жак Ширак                | Жак Сантер                     | Канни        | [Архівовано 8 грудня 2010 у Wayback Machine.]  |
| 18 | 1995 | 22—23 жовтня    |     | Іспанія            | Феліпе Гонсалес          | Жак Сантер                     | Мальорка     |                                                |
| 19 | 1995 | 15—16 грудня    | ―   | Іспанія            | Феліпе Гонсалес          | Жак Сантер                     | Мадрид       | [Архівовано 17 травня 2011 у Wayback Machine.] |
| 20 | 1996 | 29—30 березня   | ―   | Італія             | Ламберто Діні            | Жак Сантер                     | Турин        |                                                |
| 21 | 1996 | 21—22 червня    | ―   | Італія             | Романо Проді             | Жак Сантер                     | Флоренція    |                                                |
| 22 | 1996 | 5 жовтня        |     | Ірландія           | Джон Братон              | Жак Сантер                     | Дублін       |                                                |
| 23 | 1996 | 13—14 грудня    | ―   | Ірландія           | Джон Братон              | Жак Сантер                     | Дублін       |                                                |
| 24 | 1997 | 23 травня       |     | Нідерланди         | Вім Кок                  | Жак Сантер                     | Нордвейк     |                                                |
| 25 | 1997 | 16—17 червня    | ―   | Нідерланди         | Вім Кок                  | Жак Сантер                     | Амстердам    |                                                |
| 26 | 1997 | 20—21 листопада |     | Люксембург         | Жан-Клод Юнкер           | Жак Сантер                     | Люксембург   |                                                |
| 27 | 1997 | 12—13 грудня    | ―   | Люксембург         | Жан-Клод Юнкер           | Жак Сантер                     | Люксембург   |                                                |
| 28 | 1998 | 3 травня        | ―   | Велика Британія    | Тоні Блер                | Жак Сантер                     | Брюссель     |                                                |
| 29 | 1998 | 15—16 червня    | ―   | Велика Британія    | Тоні Блер                | Жак Сантер                     | Кардіфф      |                                                |
| 30 | 1998 | 24—25 жовтня    |     | Австрія            | Віктор Кліма             | Жак Сантер                     | Пьорчах      |                                                |
| 31 | 1998 | 11—12 грудня    | ―   | Австрія            | Віктор Кліма             | Жак Сантер                     | Відень       |                                                |
| 32 | 1999 | 26 лютого       |     | Німеччина          | Герхард Шредер           | Жак Сантер                     | Кенігсвінтер |                                                |
| 33 | 1999 | 25—26 березня   | ―   | Німеччина          | Герхард Шредер           | Мануель Марін                  | Берлін       |                                                |
| 34 | 1999 | 14 квітня       |     | Німеччина          | Герхард Шредер           | Мануель Марін                  | Брюссель     |                                                |
| 35 | 1999 | 3—4 червня      | ―   | Німеччина          | Герхард Шредер           | Мануель Марін                  | Кельн        |                                                |
| 36 | 1999 | 15—16 жовтня    | ―   | Фінляндія          | Пааво Ліппонен           | Романо Проді                   | Тампере      |                                                |
| 37 | 1999 | 10—11 грудня    | ―   | Фінляндія          | Пааво Ліппонен           | Романо Проді                   | Гельсінкі    |                                                |

### 2000-і
| №  | Рік  | Дата          | Тип | Головування країни | Голова Європейської ради | Президент Європейської комісії | Місто                | Посилання                                       |
| -- | ---- | ------------- | --- | ------------------ | ------------------------ | ------------------------------ | -------------------- | ----------------------------------------------- |
| 1  | 2000 | 23—24 березня | ―   | Португалія         | Антоніу Гутерреш         | Романо Проді                   | Лісабон              |                                                 |
| 2  | 2000 | 19—20 червня  | ―   | Португалія         | Антоніу Гутерреш         | Романо Проді                   | Санта-Марія-да-Фейра |                                                 |
| 3  | 2000 | 13—14 жовтня  |     | Франція            | Жак Ширак                | Романо Проді                   | Біарриц              |                                                 |
| 4  | 2000 | 7—9 грудня    | ―   | Франція            | Жак Ширак                | Романо Проді                   | Ніцца                |                                                 |
| 5  | 2001 | 23—24 березня | ―   | Швеція             | Ганс Йоран Перссон       | Романо Проді                   | Стокгольм            |                                                 |
| 6  | 2001 | 15—16 червня  | ―   | Швеція             | Ганс Йоран Перссон       | Романо Проді                   | Гетеборг             |                                                 |
| 7  | 2001 | 21 вересня    |     | Бельгія            | Гі Вергофстадт           | Романо Проді                   | Брюссель             |                                                 |
| 8  | 2001 | 19 жовтня     |     | Бельгія            | Гі Вергофстадт           | Романо Проді                   | Гент                 |                                                 |
| 9  | 2001 | 14—15 грудня  | ―   | Бельгія            | Гі Вергофстадт           | Романо Проді                   | Лакен                |                                                 |
| 10 | 2002 | 15—16 березня | ―   | Іспанія            | Хосе Марія Аснар         | Романо Проді                   | Барселона            |                                                 |
| 11 | 2002 | 21—22 червня  | ―   | Іспанія            | Хосе Марія Аснар         | Романо Проді                   | Севілья              |                                                 |
| 12 | 2002 | 24—25 жовтня  | ―   | Данія              | Андерс Фог Расмуссен     | Романо Проді                   | Брюссель             |                                                 |
| 13 | 2002 | 12—13 грудня  | ―   | Данія              | Андерс Фог Расмуссен     | Романо Проді                   | Копенгаген           |                                                 |
| 14 | 2003 | 17 лютого     |     | Греція             | Костас Симітіс           | Романо Проді                   | Брюссель             | [Архівовано 8 серпня 2017 у Wayback Machine.]   |
| 15 | 2003 | 20—21 березня | ―   | Греція             | Костас Симітіс           | Романо Проді                   | Брюссель             | [Архівовано 4 січня 2017 у Wayback Machine.]    |
| 16 | 2003 | 16—17 квітня  |     | Греція             | Костас Симітіс           | Романо Проді                   | Афіни                | [Архівовано 5 березня 2016 у Wayback Machine.]  |
| 17 | 2003 | 20 червня     | ―   | Греція             | Костас Симітіс           | Романо Проді                   | Салоніки             | [Архівовано 4 січня 2017 у Wayback Machine.]    |
| 18 | 2003 | 4 жовтня      |     | Італія             | Сільвіо Берлусконі       | Романо Проді                   | Рим                  |                                                 |
| 19 | 2003 | 16—17 жовтня  | ―   | Італія             | Сільвіо Берлусконі       | Романо Проді                   | Брюссель             | [Архівовано 4 січня 2017 у Wayback Machine.]    |
| 20 | 2003 | 12—13 грудня  | ―   | Італія             | Сільвіо Берлусконі       | Романо Проді                   | Брюссель             | [Архівовано 11 червня 2011 у Wayback Machine.]  |
| 21 | 2004 | 25—26 березня | ―   | Ірландія           | Берті Агерн              | Романо Проді                   | Брюссель             | [Архівовано 4 січня 2017 у Wayback Machine.]    |
| 22 | 2004 | 17—18 червня  | ―   | Ірландія           | Берті Агерн              | Романо Проді                   | Брюссель             | [Архівовано 24 вересня 2015 у Wayback Machine.] |
| 23 | 2004 | 4—5 листопада | ―   | Нідерланди         | Ян Петер Балкененде      | Романо Проді                   | Брюссель             | [Архівовано 24 вересня 2015 у Wayback Machine.] |
| 24 | 2004 | 16—17 грудня  | ―   | Нідерланди         | Ян Петер Балкененде      | Жозе Мануел Баррозу            | Брюссель             | [Архівовано 26 січня 2021 у Wayback Machine.]   |
| 25 | 2005 | 22—23 березня | ―   | Люксембург         | Жан-Клод Юнкер           | Жозе Мануел Баррозу            | Брюссель             | [Архівовано 4 січня 2017 у Wayback Machine.]    |
| 26 | 2005 | 16—17 червня  | ―   | Люксембург         | Жан-Клод Юнкер           | Жозе Мануел Баррозу            | Брюссель             | [Архівовано 4 січня 2017 у Wayback Machine.]    |
| 27 | 2005 | 27 жовтня     |     | Велика Британія    | Тоні Блер                | Жозе Мануел Баррозу            | Гемптон Корт         |                                                 |
| 28 | 2005 | 15—16 грудня  | ―   | Велика Британія    | Тоні Блер                | Жозе Мануел Баррозу            | Брюссель             | [Архівовано 18 квітня 2012 у WebCite]           |
| 29 | 2006 | 23—24 березня | ―   | Австрія            | Вольфганг Шюссель        | Жозе Мануел Баррозу            | Брюссель             | [Архівовано 6 січня 2017 у Wayback Machine.]    |
| 30 | 2006 | 15—16 червня  | ―   | Австрія            | Вольфганг Шюссель        | Жозе Мануел Баррозу            | Брюссель             | [Архівовано 29 серпня 2017 у Wayback Machine.]  |
| 31 | 2006 | 20 жовтня     |     | Фінляндія          | Матті Ванганен           | Жозе Мануел Баррозу            | Лахті                |                                                 |
| 32 | 2006 | 14—15 грудня  | ―   | Фінляндія          | Матті Ванганен           | Жозе Мануел Баррозу            | Брюссель             | [Архівовано 4 січня 2017 у Wayback Machine.]    |
| 33 | 2007 | 8—9 березня   | ―   | Німеччина          | Ангела Меркель           | Жозе Мануел Баррозу            | Брюссель             | [Архівовано 24 червня 2017 у Wayback Machine.]  |
| 34 | 2007 | 21—22 червня  | ―   | Німеччина          | Ангела Меркель           | Жозе Мануел Баррозу            | Брюссель             | [Архівовано 27 червня 2007 у Wayback Machine.]  |
| 35 | 2007 | 18—19 жовтня  |     | Португалія         | Жозе Сократеш            | Жозе Мануел Баррозу            | Лісабон              | [Архівовано 18 грудня 2007 у Wayback Machine.]  |
| 36 | 2007 | 14 грудня     | ―   | Португалія         | Жозе Сократеш            | Жозе Мануел Баррозу            | Брюссель             | [Архівовано 4 січня 2017 у Wayback Machine.]    |
| 37 | 2008 | 13—14 березня | ―   | Словенія           | Янез Янша                | Жозе Мануел Баррозу            | Брюссель             | [Архівовано 31 жовтня 2013 у Wayback Machine.]  |
| 38 | 2008 | 19—20 червня  | ―   | Словенія           | Янез Янша                | Жозе Мануел Баррозу            | Брюссель             | [Архівовано 1 червня 2017 у Wayback Machine.]   |
| 39 | 2008 | 13—14 липня   |     | Франція            | Ніколя Саркозі           | Жозе Мануел Баррозу            | Париж                | [Архівовано 5 березня 2016 у Wayback Machine.]  |
| 40 | 2008 | 1 вересня     |     | Франція            | Ніколя Саркозі           | Жозе Мануел Баррозу            | Брюссель             | [Архівовано 1 червня 2017 у Wayback Machine.]   |
| 41 | 2008 | 15—16 жовтня  | ―   | Франція            | Ніколя Саркозі           | Жозе Мануел Баррозу            | Брюссель             | [Архівовано 4 січня 2017 у Wayback Machine.]    |
| 42 | 2008 | 7 листопада   |     | Франція            | Ніколя Саркозі           | Жозе Мануел Баррозу            | Брюссель             | [Архівовано 22 жовтня 2015 у Wayback Machine.]  |
| 43 | 2008 | 11—12 грудня  | ―   | Франція            | Ніколя Саркозі           | Жозе Мануел Баррозу            | Брюссель             | [Архівовано 29 грудня 2008 у Wayback Machine.]  |

| №  | Рік  | Дата          | Тип | Головування країни | Голова Європейської ради | Президент Європейської комісії | Місто    | Посилання                                               |
| -- | ---- | ------------- | --- | ------------------ | ------------------------ | ------------------------------ | -------- | ------------------------------------------------------- |
| 44 | 2009 | 1 березня     |     | Чехія              | Мірек Тополанек          | Жозе Мануел Баррозу            | Брюссель | [Архівовано 24 вересня 2015 у Wayback Machine.]         |
| 45 | 2009 | 19—20 березня |     | Чехія              | Мірек Тополанек          | Жозе Мануел Баррозу            | Брюссель | [Архівовано 15 лютого 2021 у Wayback Machine.]          |
| 46 | 2009 | 5 квітня      |     | Чехія              | Ян Фішер                 | Жозе Мануел Баррозу            | Прага    | [Архівовано 19 січня 2017 у Wayback Machine.]           |
| 47 | 2009 | 18—19 червня  | ―   | Чехія              | Ян Фішер                 | Жозе Мануел Баррозу            | Брюссель | [Архівовано 20 жовтня 2017 у wayback.archive-it.org]    |
| 48 | 2009 | 17 вересня    |     | Швеція             | Фредрік Райнфельдт       | Жозе Мануел Баррозу            | Брюссель | [Архівовано 5 березня 2016 у Wayback Machine.]          |
| 49 | 2009 | 29—30 жовтня  | ―   | Швеція             | Фредрік Райнфельдт       | Жозе Мануел Баррозу            | Брюссель | [Архівовано 28 листопада 2011 у wayback.archive-it.org] |
| 50 | 2009 | 19 листопада  |     | Швеція             | Фредрік Райнфельдт       | Жозе Мануел Баррозу            | Брюссель | [Архівовано 20 листопада 2009 у Wayback Machine.]       |
| 51 | 2009 | 10—11 грудня  | —   | Швеція             | Фредрік Райнфельдт       | Жозе Мануел Баррозу            | Брюссель | [Архівовано 20 жовтня 2017 у Wayback Machine.]          |

### 2010-і
| № | Рік  | Дата      | Тип | Головування країни | Голова Європейської ради | Президент Європейської комісії | Посилання                                      |
| - | ---- | --------- | --- | ------------------ | ------------------------ | ------------------------------ | ---------------------------------------------- |
| 1 | 2010 | 11 лютого |     | Іспанія            | Герман ван Ромпей        | Жозе Мануель Баррозу           | [Архівовано 24 жовтня 2021 у Wayback Machine.] |

### 2019
| № | Рік  | Дата              | Тип | Головування країни | Голова Європейської ради | Президент Європейської комісії | Посилання                                     |
| - | ---- | ----------------- | --- | ------------------ | ------------------------ | ------------------------------ | --------------------------------------------- |
| 1 | 2019 | 5 квітня-8 квітня |     | Франція            | Федеріка Могеріні        |                                | [Архівовано 5 квітня 2019 у Wayback Machine.] |